# 楊森 (四川)
楊 森（よう しん）は、中華民国の軍人。川軍（四川軍）の指揮官で、北京政府、国民政府（国民革命軍）にも属した。旧名は淑沢、伯堅。字は子恵。  

## 事績

### 北京政府時代
初めは学問を志し、順慶府聯合中学堂で学んだ。しかし軍人の道を志し、1904年（光緒30年）に四川陸軍速成学堂に入学している。1906年（光緒32年）、中国同盟会に加入する。1908年（光緒34年）に速成学堂を卒業し、四川の新軍である第17鎮に加入した。
民国成立後も四川軍にあったが、二次革命（第二革命）の際に当初革命派に属したため、滇軍（雲南軍）に捕えられ、そのまま滇軍に加入する。1915年（民国4年）12月、護国戦争（第三革命）が勃発すると、蔡鍔配下の第2梯団を率いる趙又新に随従して四川に戻った。
その後も、楊森はしばらく滇軍に属していた。しかし1920年（民国9年）3月、「川人治川」（四川人による四川統治）のスローガンに共鳴して、滇軍からの離脱を宣言し、川軍に復帰した。その後は、滇軍掃討などで活躍する。1921年（民国10年）2月、川軍第2軍軍長に昇進し、重慶に駐屯した。
後に楊森は、川軍の劉湘らと協力して、南方政府派の熊克武を撃破した。これにより、1923年（民国12年）8月、呉佩孚から中央陸軍第16師師長に任じられる。9月には陸軍中将となった。1924年（民国13年）3月、陸軍上将に昇進し、5月には四川督理に任命された。これにより成都に駐屯し、川軍内で最大勢力にまで台頭したのである。しかし、劉湘ら他の川軍指揮官の反感を買うことになってしまった。
1925年（民国14年）7月、楊森は、呉佩孚の支援により、四川統一の戦いを開始した。しかし、劉湘ら他の川軍指揮官の反楊連合結成を招いてしまい、さらに貴州軍の袁祖銘にも攻撃された。翌月、楊は惨敗を喫して四川を追われ、一時は呉を頼る。しかし、今度は劉と袁との対立が発生したため、楊は劉と和睦して四川に復帰し、袁を四川から駆逐した。1926年（民国15年）5月、呉から四川省長に任命された。9月には万県事件でイギリス軍と交戦している。

### 国民政府時代

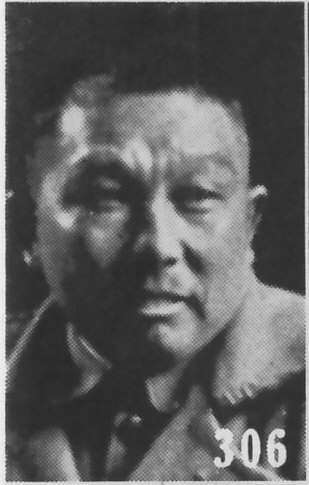
楊森 (1940年前後)

同年10月、中国国民党の勢力伸張を目の当たりにした楊森は、国民革命軍加入を宣言し、第20軍軍長に任命された。しかし、1928年（民国17年）1月に、呉佩孚を庇護した罪に問われて免職されるなど、その後の経歴は順風とは言えなかった。
それでも楊森は、着実に国民政府での経歴は積み重ねていく。1936年（民国25年）2月には、陸軍中将となった。日中戦争（抗日戦争）勃発後は、国民革命軍第6軍団軍団長として上海方面で軍事活動を展開した。1938年（民国27年）1月、第27集団軍総司令となる。1939年（民国28年）10月には、第9戦区副司令長官も兼ねた。
日中戦争終結直前の1945年（民国34年）1月、貴州省政府主席に任命される。1948年（民国37年）7月には、重慶市長に転じた。翌年6月には、西南軍政長官公署副長官も兼任している。同年12月、西南部での国民党軍壊滅に伴い、台湾へ逃亡した。以後、総統府国策顧問や全国体育協進会理事長、中華民国オリンピック委員会主席などを歴任している。
1977年（民国66年）5月15日、台北で病没。享年94（満93歳）。

## 注
1. ↑  徐友春主編『民国人物大辞典 増訂版』2114頁、呉嘉陵「楊森」による。徐必鴻「楊森」は1882年3月13日、Who's Who in China 3rd ed.,p.906は1887年とする。
2. ↑  徐友春主編『民国人物大辞典 増訂版』、呉嘉陵「楊森」による。徐必鴻「楊森」は、同年5月17日とする。
3. ↑  日本外交文書デジタルアーカイブ 大正15年（1926年）第2冊下巻